# Drozdowo (województwo podlaskie)
Drozdowo – wieś w Polsce, położona w województwie podlaskim, w powiecie łomżyńskim, w gminie Piątnica. Leży nad rzeką Narew, na południowy wschód od Łomży.

## Integralne części wsi
| SIMC    | Nazwa          | Rodzaj    |
| ------- | -------------- | --------- |
| 0403519 | Drozdowo Dolne | część wsi |
| 0403525 | Drozdowo Górne | część wsi |
| 0403531 | Kurpie         | kolonia   |

## Historia

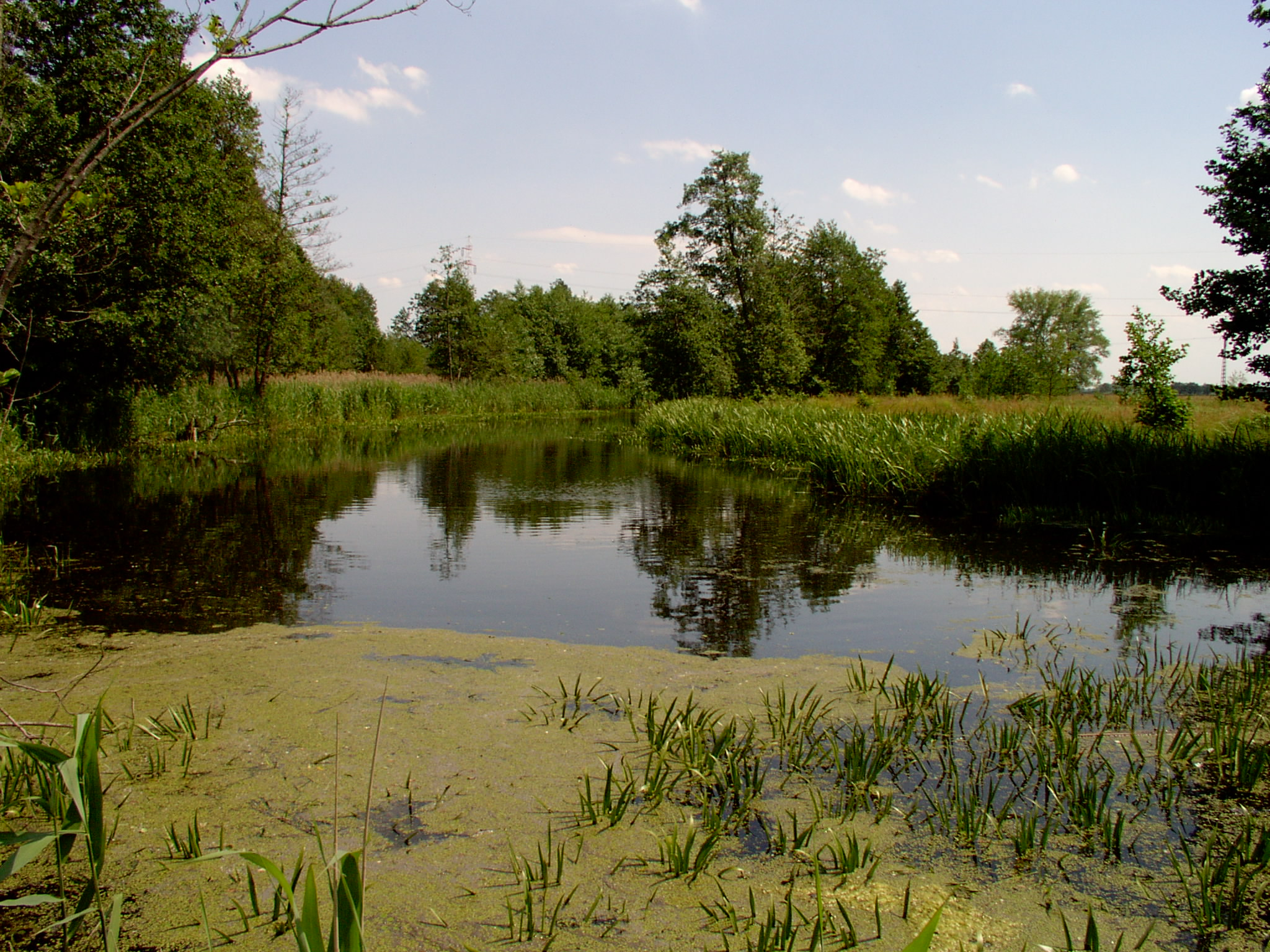
Starorzecze Narwi w okolicach Drozdowa

W 1417 r. Jan książę mazowiecki nadaje Szymonowi z Modzel i Sulisławowi z Zakliczewa 60 łanów zwanych Niewodowo i Drozdowo (po 30 każdemu). W 1432 r., Bolesław książę mazowiecki, nadaje wsi prawo niemieckie. W 1578 r. Jan Drozdowski, syn Jakuba, starosty wizkiego, płaci czynsz od 10 łanów i 6 zagród.
Dawnej prywatna wieś szlachecka położona w drugiej połowie XVI wieku w powiecie wiskim ziemi wiskiej województwa mazowieckiego.
Ściśle związana z Drozdowem była również rodzina Lutosławskich, która tutaj miała swoje posiadłości.
W latach 1921–1939 wieś i folwark leżał w województwie białostockim, w powiecie łomżyńskim, w gminie Drozdowo.
Według Powszechnego Spisu Ludności z 1921 roku zamieszkiwało
- wieś – 537 osób w 73 budynkach mieszkalnych[8].
- folwark – 313 osoby, 311 było wyznania rzymskokatolickiego, 2 ewangelickiego. Jednocześnie 312 mieszkańców zadeklarowało polską przynależność narodową a 1 czeską. Było tu 18 budynków mieszkalnych.

.

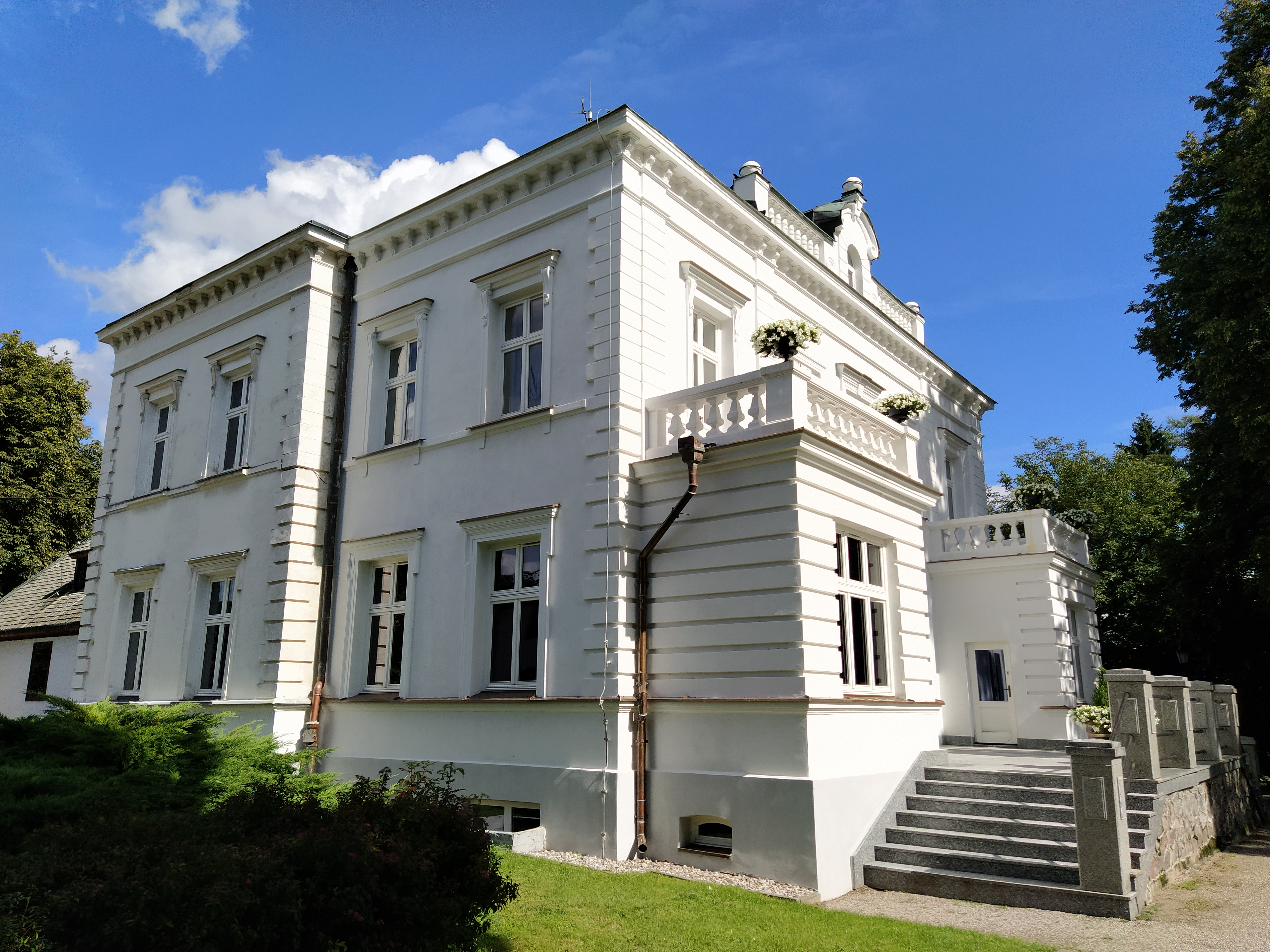
Dwór Lutosławskich

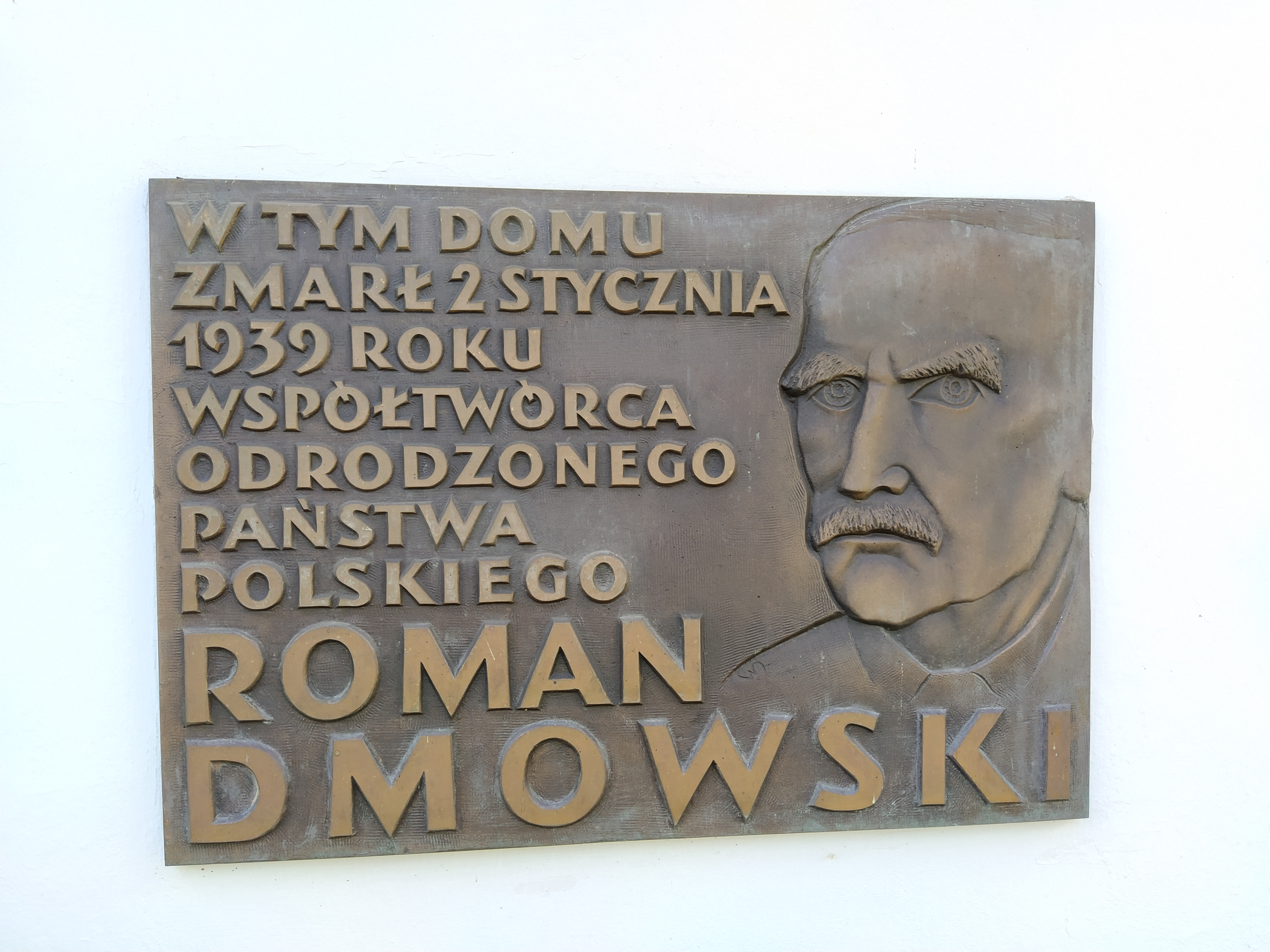
Tablica upamiętniająca śmierć Romana Dmowskiego

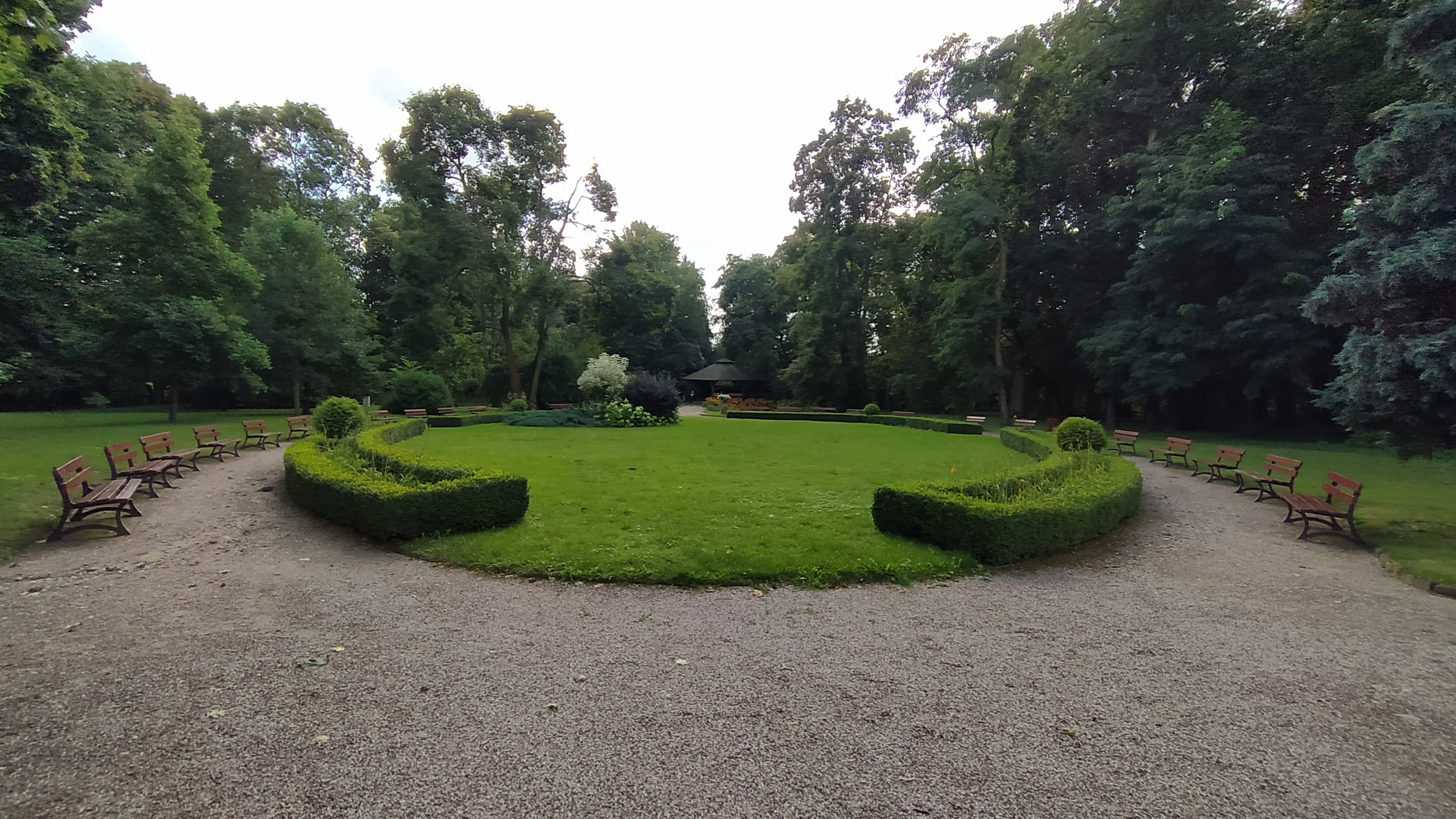
Park dworski w Drozdowie

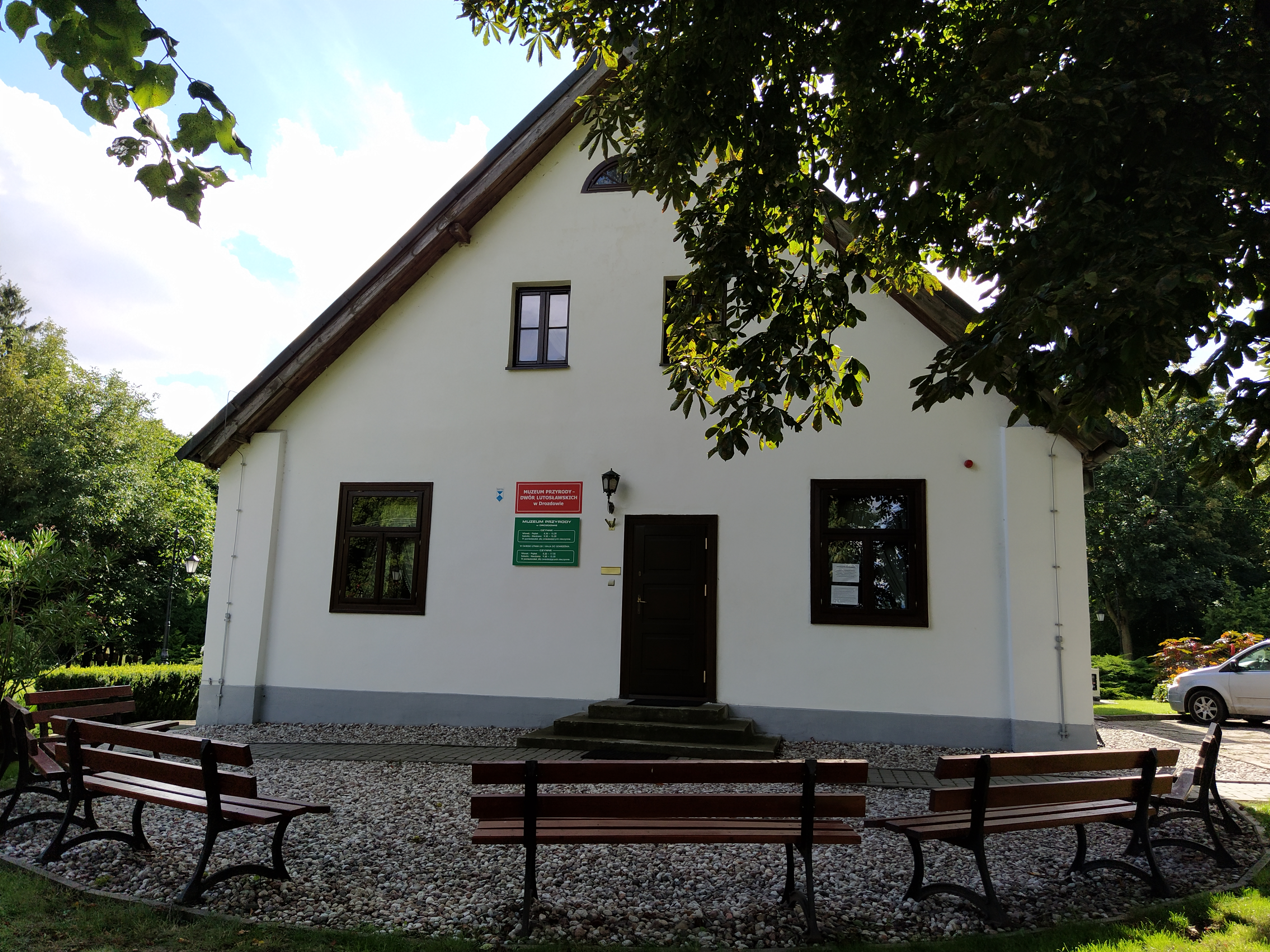
Muzeum Przyrody w Drozdowie

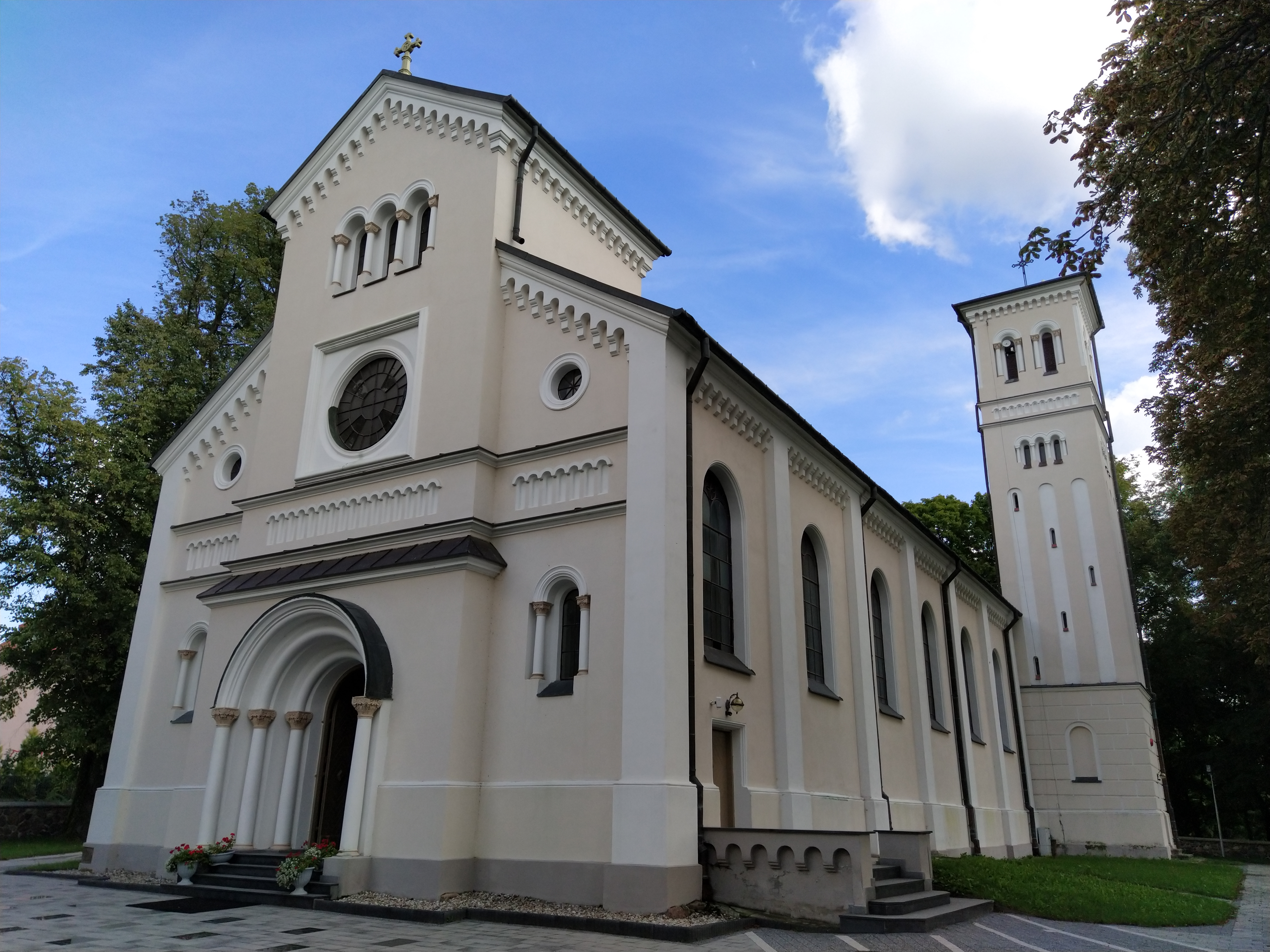
Kościół św. Jakuba

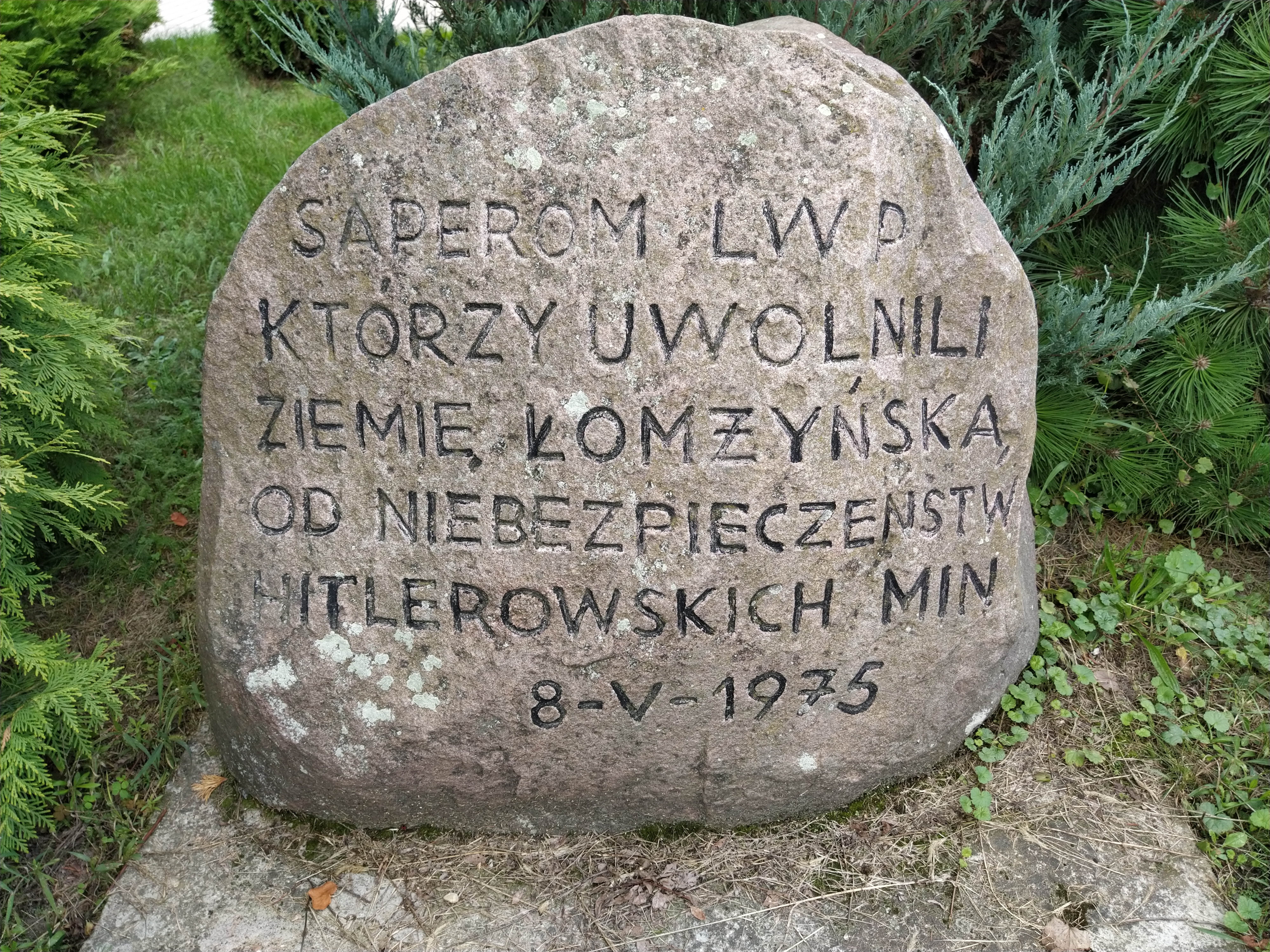
Kamień na cześć saperów Ludowego Wojska Polskiego

Miejscowości należały do miejscowej parafii rzymskokatolickiej. Podlegała pod Sąd Grodzki i Okręgowy w Łomży; właściwy urząd pocztowy mieścił się w Łomży.
W folwarku w 1929 działał browar, gorzelnia i Zakłady Mechaniczne Lutosławskiego.
W wyniku napaści ZSRR na Polskę we wrześniu 1939 miejscowość znalazła się pod okupacją sowiecką. Od czerwca 1941 roku pod okupacją niemiecką. Od 22 lipca 1941 do 1945 włączona w skład Landkreis Lomscha, Bezirk Bialystok III Rzeszy.
Do 1954 roku miejscowość należała do gminy Drozdowo. Z dniem 18 sierpnia 1945 roku została wyłączona z woj. warszawskiego i przyłączona z powrotem do woj. białostockiego.
W latach 1954–1972 wieś należała i była siedzibą władz gromady Drozdowo. W latach 1975–1998 miejscowość administracyjnie należała do województwa łomżyńskiego.

## Zabytki i turystyka
We wsi mieści się siedziba dyrekcji Łomżyńskiego Parku Krajobrazowego Doliny Narwi oraz Muzeum Przyrody w Drozdowie w dawnym dworze Lutosławskich.

## Religia
W miejscowości znajduje się kościół, który jest siedzibą parafii św. Jakuba Apostoła. W strukturze kościoła rzymskokatolickiego parafia należy do metropolii białostockiej, diecezji łomżyńskiej, dekanatu Piątnica.

## Urodzeni w Drozdowie
- Kazimierz Lutosławski – ksiądz i poseł
- Marian Lutosławski – pionier zastosowania żelbetonu oraz budowniczy pierwszej w Polsce elektrowni zasilanej silnikiem Diesla, brat Kazimierza
- Jan Lutosławski – polski agronom, redaktor i publicysta rolniczy, społecznik
- Józef Lutosławski – ziemianin, działacz polityczny Centralnego Komitetu Obywatelskiego oddział w Riazaniu, a także innych polskich organizacji w Rosji, podczas I wo,jny światowej.

## Związani z Drozdowem
- Roman Dmowski – spędził tutaj ostatnie lata swojego życia i zmarł
- Henryk Gała (1938–2020) – poeta i dramatopisarz.